# Liste der Naturdenkmale in Neuleiningen
Die Liste der Naturdenkmale in Neuleiningen nennt die im Gemeindegebiet von Neuleiningen ausgewiesenen Naturdenkmale (Stand 4. März 2024).

## Naturdenkmale
| Nr.         | Bezeichnung                | Lage                                      | Beschreibung                                                            | Bild                                    |
| ----------- | -------------------------- | ----------------------------------------- | ----------------------------------------------------------------------- | --------------------------------------- |
| ND-7332-182 | Felsenreihe                | südlich des Ortes oberhalb der L 520 Lage | Felsenreihe; innerhalb des Naturschutzgebietes Haardtrand – Am Goldberg | Direkt Bild zu diesem Denkmal hochladen |
| ND-7332-249 | Luitpold-Linde am Stadttor | Kirchengasse, gegenüber Nr. 2 Lage        | Tilia cordata                                                           | Direkt Bild zu diesem Denkmal hochladen |

## Ehemalige Naturdenkmale
| Nr.         | Bezeichnung             | Lage                                                  | Beschreibung                                                       | Bild                                    |
| ----------- | ----------------------- | ----------------------------------------------------- | ------------------------------------------------------------------ | --------------------------------------- |
| ND-7332-181 | Robinie am Henkerskreuz | nordöstlich des Ortes an der L 453 beim Friedhof Lage | Robinia pseudoacacia; Baum abgegangen, Rechtsverordnung aufgehoben | Direkt Bild zu diesem Denkmal hochladen |